# Hans von Lustnau

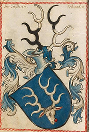
Wappen der Herren von Lustnau

Hans von Lustnau (* um 1360) war ein württembergischer Adliger.

## Urkundliche Erwähnungen
Hans von Lustnau stiftete 1381 die Marienfrühmesse in der Pfäffinger Kirche.
Er saß am 15. Januar 1385 zu Pfäffingen und entschied dort als Gemeiner einen Streit zwischen dem Kloster Bebenhausen und Heinz Kusterdinger und seiner Mutter Adelheid von Weil im Schönbuch wegen des Erbes von Rüdiger von Weil im Schönbuch, dem Bruder der Adelheid, zu Gunsten des Klosters.
Am 15. Juli 1398 entschied er als Gemeiner und erzielte einen Vergleich des Klosters Bebenhausen mit Walter Fraischlich und dessen Schwager wegen ihres Streits über das Wasser von dem Hof zu Lustnau bis an die Ammer und von des Trosts Mühle bis zu Walter Fraischlichs Haus und von da bis an den Neckar in der Weise, dass das Eigentum daran dem Kloster zustehen, es aber dem Fraischlich und Hans von Lustnau gewisse Dienste mit Fischen zu bestimmten Zeiten zu leisten habe.
Hans von Lustnau, sein Bruder Ostertag von Lustnau und Heinz von Hailfingen gerieten mit Burkhard von Hölnstein in Streit, nachdem dieser das Burg Roseck, das Dorf Jesingen und die Kelter unter der Hirsenhalde an das Kloster Bebenhausen verkauft hatte. Dabei ging es um die Kelter, die sie für ihr, von ihren Vätern ererbtes Eigentum hielten, während Burkhard sie als ein ablösbares Pfand derselben erklärte. Sie verkauften daher am 22. November 1412 dem Kloster für 50 Gulden ihre Rechte an dieser Kelter.
Ebenso am 22. November 1412 bestätigte er mit seinem Bruder Ostertag von Lustnau in einer weiteren Urkunde, dass die beiden Brüder die 2 Ohm Weingülten dieser Kelter an der Hirsenhalde dem Kloster Bebenhausen um die Ablösungssumme von 10 Rheinischen Gulden abgetreten haben.
Am 20. Dezember 1450 verschrieben sich Hans und Ostertag von Lustnau gegen den Abt Wolf von Hirsau, dass das Höflein zu Häslach nach ihrem Tode an das Kloster Hirsau fallen sollte.

## Familie
Er war mit Adelheid von Hailfingen verheiratet und hatte mit ihr eine Tochter, Anna von Lustnau. Nach seinem Tode beschenkte Adelheid im Jahr 1410 das Kloster Reuthin mit in der Nähe von Hohenentringen gelegenen Weingülten.